# Hemiboea wangiana
Hemiboea wangiana là một loài thực vật có hoa trong họ Tai voi. Loài này được Z.Y. Li mô tả khoa học đầu tiên năm 1997.